# Антон Маглиця
Антон Маглиця (хорв. Anton Maglica, нар. 11 листопада 1991, Брчко) — хорватський футболіст, нападник клубу «Гуйчжоу Хенфен».
Виступав, зокрема, за клуб «Осієк», а також молодіжну збірну Хорватії.

## Клубна кар'єра
У дорослому футболі дебютував 2009 року виступами за команду клубу «Осієк», в якій провів три сезони, взявши участь у 44 матчах чемпіонату. 
До складу клубу «Хайдук» (Спліт) приєднався 2012 року. Всього встиг відіграти у складі сплітської команди 85 матчів в національному чемпіонаті.
У січні 2016 року Маглиця покинув Хорватію, перейшовши в кіпрський «Аполлон».
Після трьох років на Кіпрі, переїхав до Китаю, ставши гравцем клубу «Гуйчжоу Хенфен».

## Виступи за збірні
У 2010 році дебютував у складі юнацької збірної Хорватії, взяв участь у 10 іграх на юнацькому рівні, відзначившись 4 забитими голами.
У 2011 році залучався до складу молодіжної збірної Хорватії. На молодіжному рівні зіграв у 12 офіційних матчах.

## Титули і досягнення
- Володар Кубка Хорватії (1):

«Хайдук»:  2012–13
- Володар Кубка Кіпру (2):

«Аполлон»:  2015–16, 2016–17
- Володар Суперкубка Кіпру (2):

«Аполлон»:  2016, 2017